# رافاييل سانشيز (كاتب)
رافاييل سانشيز (بالإسبانية: Rafael Sánchez Mazas )‏ (و. 1894 – 1966 م) هو كاتب، وسياسي، وصحفي، وشاعر إسباني، ولد في مدريد"La vida nueva de Sánchez Mazas". مؤرشف من الأصل في 2019-05-01. اطلع عليه بتاريخ 2019-05-01.، كان عضوًا في فلانخي الإسبانية، كان عضوًا في الأكاديمية الملكية الإسبانية، توفي في مدريد، عن عمر يناهز 72 عاماً.

## مناصب
تولى منصب عضو مجلس النواب الإسباني ‏
- عضو المحاكم الفرانكوية  [لغات أخرى]‏

.

## التعليم
تعلم في جامعة مدريد، في تخصص قانون، وتعلم في Real Centro Universitario Escorial-Maria Christina ‏، في تخصص قانون، وتحصل منها على licensed ‏
.

## جوائز
حصل على جوائز منها:
- نيشان الفنون والآداب من رتبة قائد (17 يناير 2013)"Nomination dans l'ordre des Arts et des Lettres janvier 2013 - Ministère de la Culture". مؤرشف من الأصل في 2019-04-15. اطلع عليه بتاريخ 2019-04-15.
- جائزة المنافسة العامة  [لغات أخرى]‏ (1946)

## روابط خارجية
- رافاييل سانشيز على موقع ميوزك برينز (الإنجليزية)